# Postakürt Galéria
A Postakürt Galéria egy állandó kiállítás a miskolci postaigazgatóság épületében (Kazinczy utca 16). A kiállítás 1998 októberében nyílt meg, és a régió postatörténetét mutatja be. Előzetes bejelentkezéssel látogatható.
A környék postaszolgálatának története több mint kétszáz évre nyúlik vissza. A kiállítás ezt korabeli dokumentumokkal, postakezelési kisgépekkel és térképekkel idézi fel. Megtekinthető egy 20. század eleji postahivatal és 2001. január óta egy régi, de még működőképes telefonközpont is, amit ki is lehet próbálni. A kiállítás érdekességei közé tartozik a mátraszentimrei kézbesítő felszereléséhez tartozó síléc.
A kiállításhoz tartozik egy emlékszoba, amelyben megtekinthető a miskolci postaigazgatósághoz tartozó összes posta bélyegzőjének, valamint a környékkel kapcsolatos eseményekhez kapcsolódó alkalmi bélyegzők lenyomata. Az emlékszobában láthatóak Kapros Kósa Edit gobelinművész képeinek másolatai, amelyek a hírközlés történetének korszakait mutatják be. (Az eredeti képek a Budapesti Postamúzeumban tekinthetőek meg.)
A gyűjtemény helytörténeti része négy korszakot mutat be.

## Rákóczi postája
II. Rákóczi Ferenc postahálózatot alakított ki hadi- és magánküldemények továbbítására. A hálózatnak 63 postaállomása volt négy fő- és több mellékútvonalon. A főbb postahelyek: Ónod, Tokaj és Tállya. A postaszolgálatnak 20 postamester és 43 helyettes dolgozott. Háromféle postajárat létezett: az ordináriák (a postanapokon leveleket és személyeket szállítottak), a staféták (sürgős leveleket továbbítottak bármely időpontban) és a kurírok, akik a fejedelem levelezését intézték.

## A miskolci posta története
A Rákóczi-szabadságharc után a Habsburgok érdekeinek megfelelően szervezték újjá a postaszolgálatot. Miskolcot eleinte elkerülték a postavonalak, a leveleket az ónodi postáról szállították hetente kétszer. Miskolcon először csak 1790-ben nyílt postaállomás, ez a Kassa és Eger közti postakocsi állomása volt. 1791-től már postautak kötötték össze Sátoraljaújhelyt Budával, Tállyát Máramarosszigettel, Tokajt pedig minden jelentős településsel.

## A független Magyar Posta története
A Magyar Királyi Posta a kiegyezés után a belföldi ügyeik tekintetében önállóságot kapott, és nagy fejlődésnek indult. Ez, és a vasútvonal kiépülése hatással volt a környékre is. 1870-től Miskolc postája a kincstár kezelése alatt állt, új posták nyíltak – Tiszai pályaudvar (1880), Hejőcsaba (1884), Diósgyőr-Gyártelep (1888), Búza tér, Hunyad utca (1891). Megalakultak a telefonközpontok is. A Magyar Posta 1908 óta teljesen független.

## A 20. század Észak-Magyarország postatörténetében
A trianoni békeszerződés többek között Észak-Magyarország egy részének elvesztését eredményezte, így a kassai postaigazgatóság Miskolcra települt. 1925-ben ezt a kirendeltséget megszüntették, és a debreceni postaigazgatósághoz csatolták, 1945 és 1949 közt miskolci székhellyel újra önálló lett, 1949-ben újra Debrecenhez csatolták, majd 1950 óta ismét önálló a miskolci postaigazgatóság.